# Ganadería cévenole

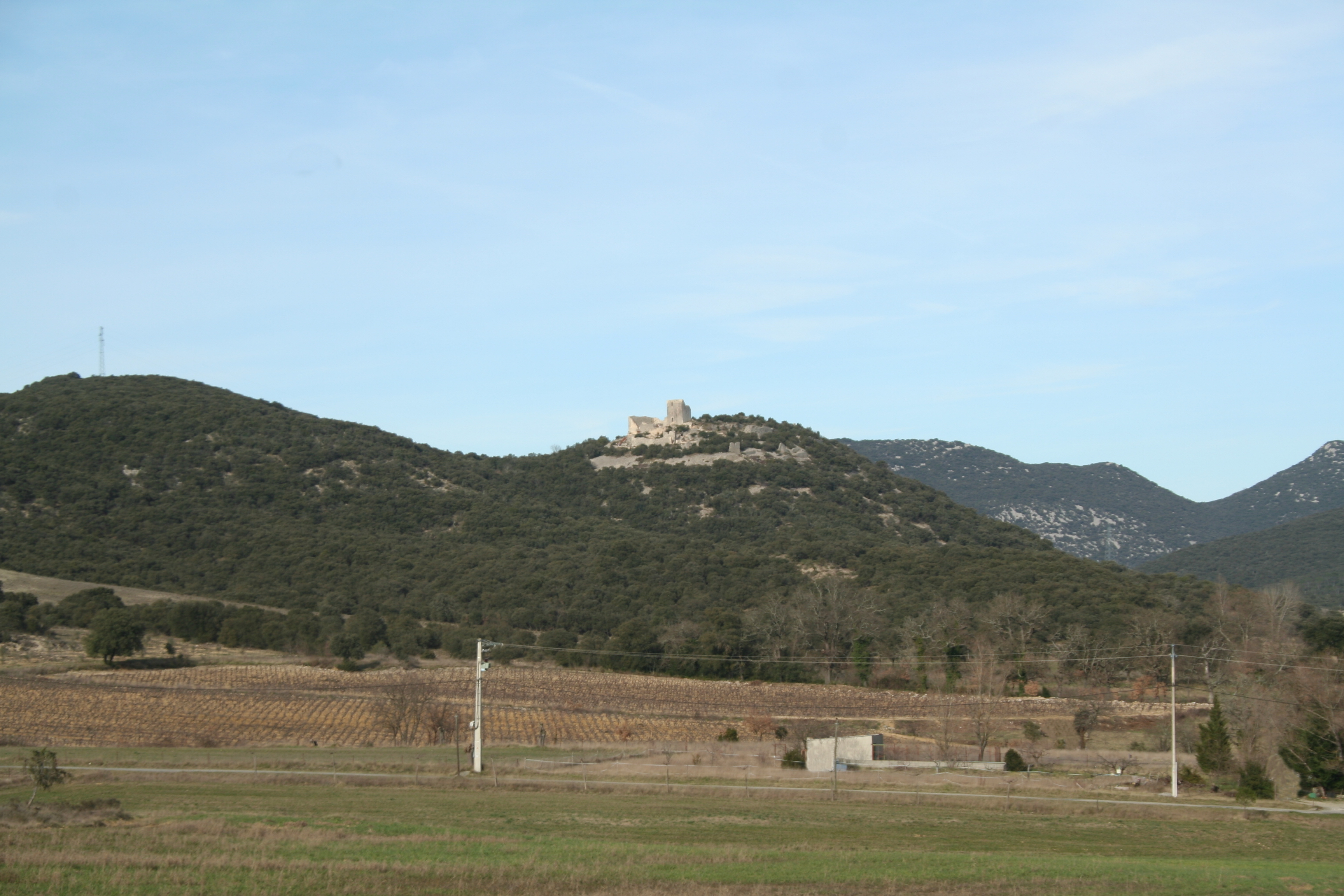
Montoulieu, sur les contreforts des Cévennes où est située le Mas des Carmes, de la Ganaderia Cévenole

La Ganadería cévenole est un élevage français de taureaux de combat, créé en 1968. Sa devise est vert foncé, noir et rouge vif.  La propriété est située au Mas des Carmes, dans le hameau de Montoulieu, Hérault

## Présentation et historique
L'élevage a été créé par Gilbert Aymes et Lucien Girard en 1968 avec des vaches de Georges Daumas, François André et Deville, d'origine Infante da Cámara,  et du bétail d'Ambroise Boudin, et Sánchez Cobaleda. Le premier étalon provenait de l'élevage Carlos Núñez, remplacé en 1994 par deux autres mâles d'origine Guardiola et Fantoni. 
En 1987, Aymes achète à François André un étalon d'origine Sánchez Cobaleda, puis élimine progressivement le bétail d'origine Cobaleda en ajoutant un étalon de pure origine Santa Coloma, réformant ainsi l'élevage sur le bases de cette nouvelle encaste. 
En 1997 l'élevage a été présenté en novillada piquée, dans les arènes du Grau-du-Roi face à Luisito, Marc Serrano Morenito d'Arles. Présenté dans toutes les grandes arènes française, le fer a fourni du bétail à Arles, Mont-de-Marsan, Nîmes, Béziers.

## Taureaux importants
- Le 7 septembre 1997 à Bayonne, le novillo Lavador n° 96 a été honoré d'un tour de piste. .
- En mai 2000, à la feria de Palavas-les-flots, l'élevage a présenté son premier taureau de combat pour la corrida concours  où le taureau Despacioso a été combattu par Richard Milian.